# Cryptosporiopsis versiformis
Cryptosporiopsis versiformis är en svampart som först beskrevs av Alb. & Schwein., och fick sitt nu gällande namn av Hans Wilhelm Wollenweber 1938. Cryptosporiopsis versiformis ingår i släktet Cryptosporiopsis och familjen Dermateaceae.   Inga underarter finns listade i Catalogue of Life.